# Lionel Meunier
Lionel Meunier (* 12. Mai 1981 in Clamecy, Frankreich) ist ein französischer Sänger (Bass) und Chorleiter. 2004 gründete er das Ensemble Vox Luminis, dessen künstlerischer Leiter er ist.

## Leben und Ausbildung
Meunier begann seine musikalische Ausbildung als Kind an der örtlichen Schule seiner Heimatstadt Clamecy. Dort nahm er Unterricht in Sologesang, Blockflöte und Trompete. Im Alter von 18 Jahren setzte er sein Studium am Institut Supérieur de Musique et de Pédagogie (IEMP) in Namur fort. 2004 schloss er sein Studium der Blockflöte mit Auszeichnung ab. Während seiner Zeit am IMEP war Meunier Schüler der Flötistin Tatiana Babut du Marès, nahm aber auch an Meisterkursen bei Jean Tubéry und Hugo Reyne teil. Nach seinem Abschluss begann er, sich auf seine Gesangskarriere zu konzentrieren und studierte bei Rita Dams und Peter Kooij am Königlichen Konservatorium Den Haag.
2004 gründete Meunier zusammen mit dem Pianisten Francis Penning das Vokalensemble Vox Luminis.

## Diskographie (Auswahl)
- Dixit Dominus/Magnificat. Lionel Meunier (Leitung), Vox Luminis et al. Alpha, 2017
- Bach: Actus Tragicus - Kantaten BWV 106, 150, 131, 12. Lionel Meunier (Leitung), Vox Luminis et al. Alpha, 2017
- Bach: Motetten. Lionel Meunier (Leitung), Vox Luminis. Ricercar, 2015